# Дезфул

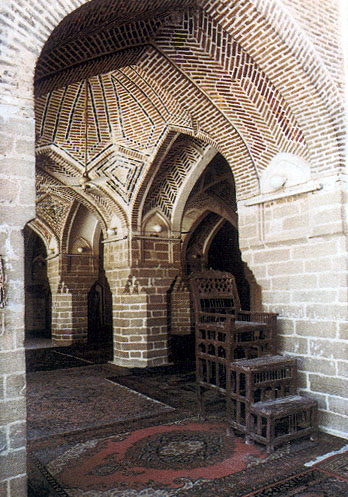
У джамія мечеті Дезфула

Дезфу́л (перс. دزفول) — місто в іранській провінції Хузестан.
Населення міста — 1235,8 тис. осіб (2006).
Назва означає «за́мковий міст» з доарабським звучанням «Дезипол».
Вік міста оцінюють 6000 роками. Перший міст через річку Дез, згаданий у назві міста був побудований еламами.
Промисловий, торговий, сільськогосподарський центр. Освітній центр.

## Клімат
Місто знаходиться у зоні, котра характеризується кліматом помірних степів та напівпустель. Найтепліший місяць — липень із середньою температурою 36.1 °C (97 °F). Найхолодніший місяць — січень, із середньою температурою 11.1 °С (52 °F).
| Клімат Дезфула          | Клімат Дезфула | Клімат Дезфула | Клімат Дезфула | Клімат Дезфула | Клімат Дезфула | Клімат Дезфула | Клімат Дезфула | Клімат Дезфула | Клімат Дезфула | Клімат Дезфула | Клімат Дезфула | Клімат Дезфула | Клімат Дезфула |
| Показник                | Січ.           | Лют.           | Бер.           | Квіт.          | Трав.          | Черв.          | Лип.           | Серп.          | Вер.           | Жовт.          | Лист.          | Груд.          | Рік            |
| Абсолютний максимум, °C | 23             | 30             | 32             | 37             | 47             | 48             | 48             | 48             | 45             | 40             | 33             | 26             | 48             |
| Середній максимум, °C   | 14             | 18             | 22             | 28             | 36             | 41             | 43             | 42             | 40             | 32             | 24             | 17             | 30             |
| Середня температура, °C | 11             | 13             | 17             | 23             | 30             | 34             | 36             | 35             | 32             | 26             | 18             | 13             | 24             |
| Середній мінімум, °C    | 7              | 8              | 12             | 17             | 23             | 27             | 28             | 28             | 24             | 18             | 11             | 9              | 18             |
| Абсолютний мінімум, °C  | −3             | −2             | −2             | 6              | 12             | 17             | 20             | 16             | 12             | 5              | 0              | −2             | −3             |
| Днів з опадами          | 7              | 6              | 5              | 3              | 1              | 0              | 0              | 0              | 1              | 1              | 2              | 6              | 32             |
| ----------------------- | -------------- | -------------- | -------------- | -------------- | -------------- | -------------- | -------------- | -------------- | -------------- | -------------- | -------------- | -------------- | -------------- |
| Джерело: Weatherbase    |                |                |                |                |                |                |                |                |                |                |                |                |                |